# ريتشارد بوك
ريتشارد بوك (بالإنجليزية: Richard Bock)‏ هو فنان أمريكي، ولد في 16 يوليو 1865، وتوفي في 1949.